# Hypoctonus
Hypoctonus is een geslacht van zweepstaartschorpioenen, uit de familie Thelyphonidae. De wetenschappelijke naam werd in 1888 gepubliceerd door Tamerlan Thorell.
Zoals de meeste zweepstaartschorpioenen komen deze soorten voor in Zuidoost-Azië, hoewel Cooke en Shadab (1973) ook zweepstaartschorpioenen uit West-Afrika beschreven, namelijk Hypoctonus africanus Hentschel, 1899 (uit Senegal en Gambia) en de nieuwe soort Hypoctonus clarki, uit Gambia. De oorsprongsaanduiding van Hypoctonus africanus door Hentschel werd lange tijd als onbetrouwbaar beschouwd, of men nam aan dat het een toevallig ingevoerd exemplaar betrof; maar Clarke en Shadab beschikten over recentere specimens. Deze soorten waren volgens hen wellicht in recente tijden geïntroduceerd in West-Afrika. Jacqueline Heurtault (1984) vond, op basis van de originele morfologische eigenschappen, dat Hypoctonus africanus tot een apart geslacht behoorde, dat zij Etienneus noemde. Zij vond ook dat Hypoctonus clarki een synoniem was van Etienneus africanus (Hentschel), en dat het wellicht om een endemische Afrikaanse soort handelt.

## Soorten
- Hypoctonus andersoni (Oates, 1889)[3]
- Hypoctonus binghami (Oates, 1890)
- Hypoctonus birmanicus Hirst, 1911
- Hypoctonus browni Gravely, 1912
- Hypoctonus carmichaeli Gravely, 1916
- Hypoctonus dawnae Gravely, 1912
- Hypoctonus ellisi Gravely, 1912
- Hypoctonus formosus (Butler, 1872)
  - Hypoctonus formosus formosus (Butler, 1872)
  - Hypoctonus formosus insularis (Oates, 1889)
- Hypoctonus gastrostictus Kraepelin, 1897
- Hypoctonus granosus Pocock, 1900
- Hypoctonus javanicus Speijer, 1933
- Hypoctonus kraepelini Simon, 1901
- Hypoctonus oatesii Pocock, 1900
- Hypoctonus rangunensis (Oates, 1889)
- Hypoctonus saxatilis (Oates, 1889)
- Hypoctonus siamensis Haupt, 1996
- Hypoctonus stoliczkae Gravely, 1912
- Hypoctonus sylvaticus (Oates, 1889)
- Hypoctonus woodmasoni (Oates, 1889)